# Tomoka Sato
Tomoka Sato (20 agosto 2001) è una nuotatrice artistica giapponese.

## Biografia
E' sorella maggiore del nuotatore artistico Yotaro Sato.
Ai mondiali di Budapest 2022 ha vinto la medaglia d'argento nel duo misto programma libero e tecnico, con il fratello Yotaro Sato e nella gara a squadre programma tecnico, nonché quella di bronzo nella gara a squadre programma libero.

## Palmarès
- Mondiali

Budapest 2022: argento nel duo misto (programma tecnico), nel duo misto (programma libero) e nella gara a squadre (programma tecnico), bronzo nella gara a squadre (programma libero).
Fukuoka 2023: oro nel duo misto (programma tecnico), bronzo nel libero combinato.
Doha 2024: argento nella gara a squadre (programma libero), bronzo nella gara a squadre (programma tecnico).
Singapore 2025: argento nella gara a squadre (programma libero).

### Coppa del Mondo
- 18 podi:
  - 5 vittorie (2 nella gara a squadre e 3 nel duo)
  - 10 secondi posti (7 nella gara a squadre e 3 nel duo)
  - 4 terzi posti (2 nel duo e 2 nella gara a squadre)

#### Coppa del mondo - vittorie
| Data          | Luogo       | Paese   | Disciplina   |
| ------------- | ----------- | ------- | ------------ |
| 16 marzo 2023 | Markham     | Canada  | Team tecnico |
| 7 maggio 2023 | Montpellier | Francia | Duo libero   |
| 4 maggio 2024 | Parigi      | Francia | Team libero  |
| 2 giugno 2024 | Markham     | Canada  | Duo libero   |
| 1 marzo 2025  | Parigi      | Francia | Duo libero   |